# جین باتن
جین گارد باتِن (انگلیسی: Jean Gardner Batten؛ زاده ۱۵ سپتامبر ۱۹۰۹ – درگذشته ۲۲ نوامبر ۱۹۸۲) هوانورد اهل نیوزیلند بود که رکوردهای متعددی را در پرواز انفرادی شکست.

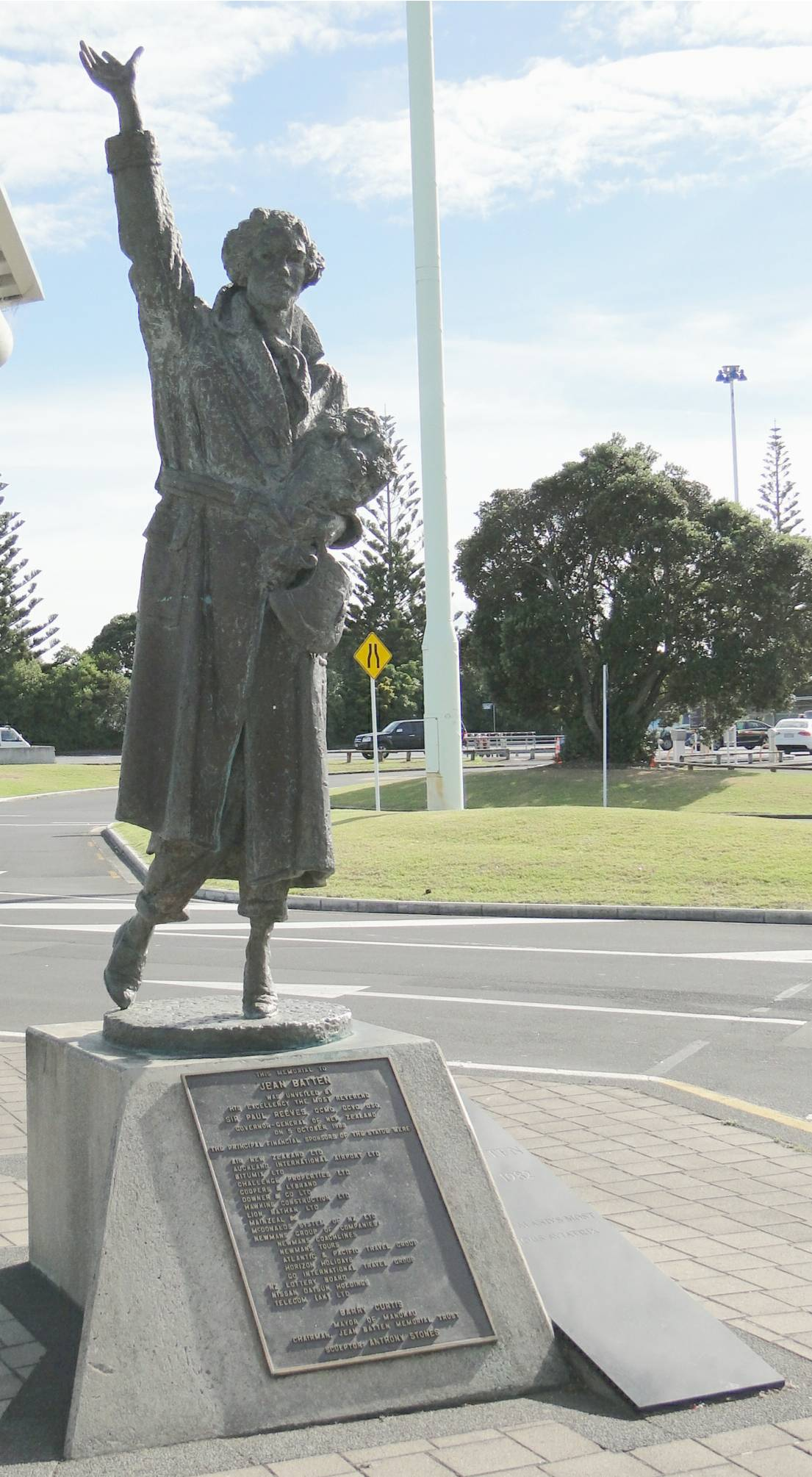
مجسمه جین باتِن در فرودگاه اوکلند

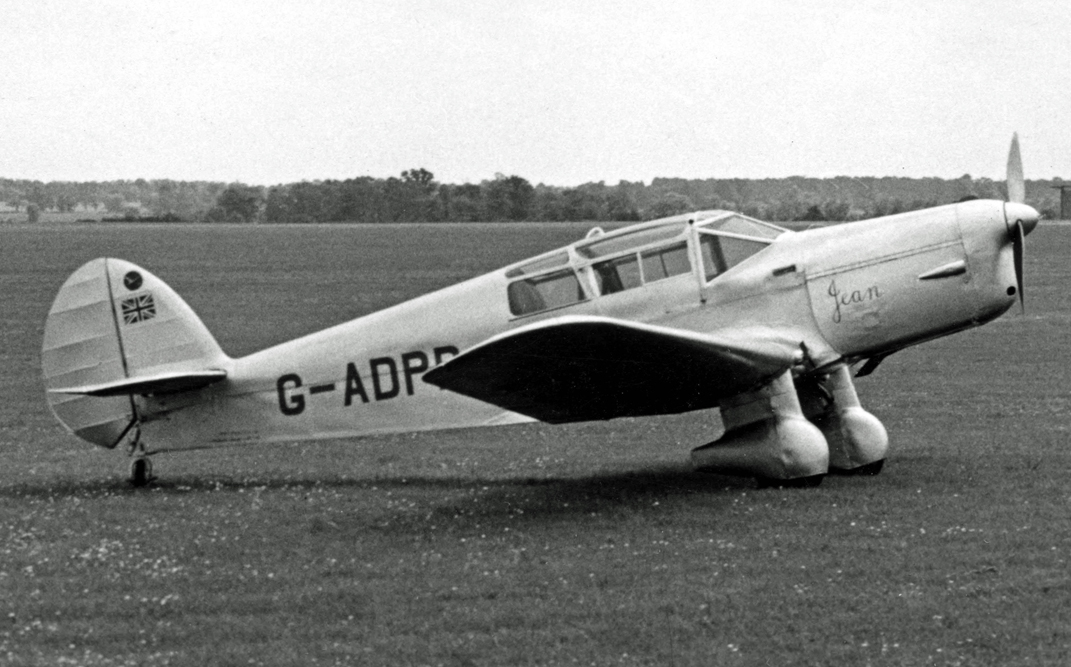
پرسیوال گل نام جین را به افتخار جین باتِن و شکستن رکورد برای موتور پوسته‌ای خود در نمایشگاه هوایی سال ۱۹۵۴ در انگلستان استفاده کرد.

او متولد روتوروا است و پس شکستن تعدادی از رکوردهای بین‌المللی پرواز انفرادی تبدیل به بهترین و شناخته شده‌ترین فرد نیوزیلند در دهه ۱۹۳۰ شد. در سال ۱۹۳۶ او اولین کسی بود که از انگلستان به نیوزلند پرواز کرد.
او مدال‌ها و نشان‌های عالی‌ترین رتبهٔ امپراتوری بریتانیا، مدال صلیب جنوبی برزیل، لژیون دونور فرانسه و مدال تاجگذاری کینگ جورج ششم انگلستان را دریافت کرد.
پس از موفقیت‌های بسیار، توجه به او در داخل و خارج از نیوزیلند به تدریج رنگ باخت و سرانجام در گمنامی در سال ۱۹۸۲ در مایورکا اسپانیا درگذشت.
در ۱۵ سپتامبر ۲۰۱۶ موتور جستجوی گوگل به مناسبت ۱۰۷مین سالروز تولد جین باتِن و به افتخار او گوگل دودل صفحه اصلی خود را در بسیاری از کشورها تغییر داد.